# Перовский район (Москва)
Перовский район — бывший район в Москве. Ныне называется Перово.
Район «Перово» был образован 5 июля 1995 г.

## Описание на 1980-й год
Здание райисполкома и РК КПСС находилось по адресу Зелёный проспект, дом 20. Имя район получил от города Перово. Территория находилась в пределах от железной дороги по Рязанскому направлению, восток Москвы, до МКАД, у Измайловского лесопарка, юг города.
Общая площадь была 3219 гектар. Площадь лесмассива 740 гектар, в составе находился: Терлецкий лесопарк, усадьба Кусково; Воды 50 гектар, в составе находились пруды: Кусковские и Терлецкие. Количество людей в районе на 1978 год насчитывало 423 тысячи.
Главные дороги были: шоссе Энтузиастов, Вешняковская улица, проспекты Зелёный и Свободный.

## История
В 1960 году превалирующая часть района принадлежала к структуре Московской области. Перовский район создан в 1968 году.
История района тесно связана с историей революции. В 1895 году у станции Вешняки прошла маёвка, где социал-демократы Москвы объединились в организацию «Рабочий союз». В честь этого события одна из улиц носила название: аллея Первой маёвки. С 1905 года по 1907 год и в 1917 году рабочие района принимали активное участие в мероприятиях революции. Здесь было депо Москва-Сортировочная, где начались первые субботники. Во время Великой Отечественной войны в районе работала женская школа снайперов, в честь одной из выпускниц названа школа.
В 1978 году площадь жилфонда 6362,5 тысяч метров квадратных, в местности располагались 30 рабочих производств: Кусковский химический завод, «Компрессор», Прожекторный завод, Перовский завод торгового машиностроения, завод железобетонных изделий, локомотиво-ремонтный завод; 20 научно исследовательских института, проектных организаций и КБ: институт «Сельэнергопроект», НИИ шинной промышленности, ЦНИИ связи, ВНИИ Монтажспецстрой; 52 школы, 133 дошкольных образований, 7 больниц, 35 поликлиник, 100 продуктовых и 70 промышленных магазинов, 11 универмагов, 200 точек общепита, культурно-просветительские организации: Музей керамики и «Усадьба Кусково XVIII века»; 44 библиотеки, 10 ДК: ДК «Прожектор» и киноконцертный зал «Энтузиаст»; 5 кинотеатров, Перовский ПКиО.
В 1991 году упразднён.